# Casatenovo
Casatenovo là một đô thị trong tỉnh Lecco, trong vùng Lombardia của Ý, cự ly khoảng 30 km về phía đông bắc của Milan và khoảng 20 km về phía tây nam của Lecco. Tại thời điểm ngày 31 tháng 12 năm 2004, đô thị này có dân số 12,242 người và diện tích là 12.7 km².
Casatenovo giáp các đô thị: Besana in Brianza, Camparada, Correzzana, Lesmo, Lomagna, Missaglia, Monticello Brianza, Usmate Velate.

## Các công trình nổi bật
- Nhà thờ San Giorgio được thiết lập thế kỷ 13 nhưng công trình như hiện nay được xây vào năm 1635.
- Nhà thờ Santa Margherita, xây lại năm 1462.
- Nhà thờ nhỏ Santa Giustina.
- Villa Casati-Facchi.
- Villa Casati-Greppi (1775).
- Villa Lurani-Cernuschi, có thể nằm ở trên nền của một lâu đài cũ.
- Cascina Rancate, biệt thự thôn quê thế kỷ 14.